# Sumin (powiat starogardzki)
Sumin – wieś kociewska w Polsce, położona w województwie pomorskim, w powiecie starogardzkim, w gminie Starogard Gdański, na Pojezierzu Starogardzkim, nad Sumińskim Jeziorem.
| SIMC    | Nazwa | Rodzaj    |
| ------- | ----- | --------- |
| 0173597 | Lipy  | część wsi |

W latach 1975–1998 wieś położona była w województwie gdańskim.

## Zabytki
Według rejestru zabytków NID na listę zabytków wpisany jest neobarokowy kościół parafialny pw. św. Jana Chrzciciela, 1926-27, nr rej.: A-1185 z 20.10.1987.
We wsi znajduje się również bezstylowy pałac z końca XIX w., obecnie szkoła. W otoczeniu park podworski.